# Aéroport international de Myrtle Beach
L'aéroport international de Myrtle Beach est un aéroport public dirigé par le comté de Horry, situé à 6 km au sud-ouest du centre-ville de Myrtle Beach, Caroline du Sud, États-Unis. Il fut précédemment connu sous le nom Myrtle Beach Jetport est se trouve en l'emplacement de l'ancienne base aérienne de Myrtle Beach.
Il s'agit d'une plate-forme de correspondance aéroportuaire pour Direct Air et d'un aéroport important pour Allegiant Air.

## Histoire
La Myrtle Beach Air Force Base (en) ferme en 1993.

## Compagnies aériennes et destinations

### Passagers
| Compagnies           | Destinations |
| -------------------- | --- |
| Allegiant Air        | En saison : Allentown-Bethlehem-Easton, Saint-Louis MidAmerica, Cincinnati-Northern Kentucky, Cleveland-Hopkins, Columbus (Rickenbacker Int'l), Benedum (en), Dayton, Flint-Bishop, Fort Wayne (en), Harrisburg (Middletown), Huntington (Tri-State/Milton), Indianapolis, Kansas City, Lexington-Blue Grass (en), Louisville-Standiford Field, Nashville, Newburgh-Stewart, Pittsburgh, Portsmouth, New Hampshire (en), Syracuse-Hancock |
| American Airlines    | Charlotte-Douglas |
| American Eagle       | Charlotte-Douglas, Philadelphie En saison : Chicago-O'Hare, Dallas-Fort Worth, New York-LaGuardia, Washington-Reagan |
| Delta Air Lines      | Atlanta H.-Jackson En saison : Détroit |
| Delta Connection     | Atlanta H.-Jackson En saison : Boston Logan, Détroit, New York-LaGuardia |
| Elite Airways        | Albany, Comté de Westchester |
| Frontier Airlines    | Denver, Islip (Long Island Mac Arthur), Providence-T. F. Green, Trenton (comté de Mercer) |
| Porter Airlines      | En saison : Toronto (Billy Bishop) |
| Spirit Airlines      | Atlantic City, Baltimore-T. Marshall, Boston Logan, Fort Lauderdale-Hollywood, Newark-Liberty, New York-LaGuardia En saison : Charleston-Yeager, Chicago-O'Hare, Cleveland-Hopkins, John Glenn Columbus, Dallas-Fort Worth, Détroit, Hartford-Bradley, Arnold Palmer (en), Minneapolis-Saint-Paul, Niagara Falls, Orlando , Philadelphie, Pittsburgh, Plattsburgh                                                                         |
| Sun Country Airlines | En saison : Minneapolis-Saint-Paul |
| United Airlines      | Newark-Liberty En saison : Chicago-O'Hare |
| United Express       | En saison : Chicago-O'Hare, Newark-Liberty |
| WestJet Encore       | En saison : Toronto (Pearson) |

Édité le 16/10/2018